# Hôn nhân cùng giới ở Morelos
Hôn nhân cùng giới đã trở thành hợp pháp tại bang Morelos của México vào ngày 5 tháng 7 năm 2016. Một dự luật sửa đổi Hiến pháp hợp pháp hóa hôn nhân cùng giới đã thông qua Quốc hội bang vào ngày 18 tháng 5 năm 2016 bằng 20-6 phiếu. Đa số quốc gia 33 đô thị đã được xác nhận vào ngày 27 tháng 6 năm 2016. Luật được công bố trên công báo nhà nước chính thức vào ngày 4 tháng 7 năm 2016 và hôn nhân cùng giới bắt đầu được công nhận tại tiểu bang vào ngày hôm sau.

## Lịch sử

### Pháp luật
Ở Morelos, các dự luật liên quan đến hôn nhân cùng giới và nhận con nuôi của các cặp cùng giới đã được Đảng Lao động (PT) đề xuất vào giữa năm 2010. Đề xuất này đã bị PAN từ chối vào tháng 2 năm 2010. Một đề xuất tiếp theo cũng đã bị từ chối vào tháng 3 năm 2013. Vào ngày 30 tháng 7 năm 2013, Tổ chức Cộng đồng và Sự tham gia của Cộng đồng Dân sự đã yêu cầu một tòa án liên bang ra phán quyết ủng hộ hôn nhân cùng giới ở Morelos. Đảng Cách mạng Dân chủ (PRD) đã công bố vào tháng 7 năm 2014 rằng một cuộc bỏ phiếu về hôn nhân cùng giới sẽ diễn ra vào tháng 9 năm 2014. Vào ngày 19 tháng 9 năm 2014, các tổ chức xã hội dân sự bao gồm các thành viên của Tập thể đồng tính nữ và đồng tính nam ở Morelos đã đưa ra các thủ tục luận tội chống lại các thành viên của Ủy ban về các vấn đề hiến pháp vì không tuân theo Điều 54 của Quy chế nội bộ của Quốc hội. Quá trình luận tội chỉ ra rằng sáng kiến hôn nhân cùng giới đã ở trong ủy ban được 20 tháng, nhưng ủy ban được yêu cầu về mặt pháp lý để đệ trình lên Quốc hội đầy đủ trong vòng 60 ngày, các khuyến nghị và phân tích của họ về các sáng kiến.